# Цагаева, Анастасия Дзаболаевна
Анастаси́я Дзабола́евна Цага́ева (осет. Цагъати Дзаболи кизгæ Анастаси; 14 июля 1919, селение Задалеск, Ирафский район, Северная Осетия — 19 января 2009, Москва?) — советский и российский филолог, специалист по осетинскому языку, доктор филологических наук, профессор. Исследования посвящены топонимии Осетии. Автор научных работ по осетинскому языку, его преподаванию, переводам .

## Биография
В 1929 году Анастасия Дзаболаевна со своими родителями переехала в Сурх-Дигору и поступила учиться в школу в селении Христиановском.
В 1939 году она поступила на первый курс 1-го Московского медицинского института, но по семейным обстоятельствам после первого курса ей пришлось оставить учёбу.
В 1940 году, вернувшись в Осетию Анастасия Дзаболаевна четыре года преподавала в селах Толдзгун, Донифарс, Чикола.
В 1946 году она поступает в Северо-Осетинский педагогический институт.
В 1950 году с отличием оканчивает институт и поступает в аспирантуру при Тбилисском госуниверситете имени Иосифа Сталина.
В 1953 году Анастасия Дзаболаевна успешно защищает диссертацию по теме: «Синтаксические функции инфинитива в осетинском и способы его перевода на русский язык».
В 1954 году ей была присвоена ученая степень кандидата филологических наук, после чего она начинает работать ассистентом кафедры в Северо-Осетинском пединституте.
После закрытия отдела осетинского языка и литературы Анастасия Дзаболаевна переходит научным сотрудником в Северо-Осетинский научно-исследовательский институт истории, языка и литературы.
В 1966 году она возглавила отдел лингвистики института.
Во время больших полевых работ совершает экспедиции от Трусовского и Кобинского ущелий до Моздокских степей.
В 1972 году Анастасия Дзаболаевна получила докторскую степень.
В 1973 году она переезжает в Куляб, став там профессором кафедры Кулябинского пединститута.
Через два года Анастасия Дзаболаевна становится профессором Института национальных школ при Министерстве просвещения РСФСР в г. Москве.